# Jay Nixon
Jeremiah Wilson Nixon, detto Jay (De Soto, 13 febbraio 1956), è un politico statunitense, governatore del Missouri dal 2009 al 2017.

## Biografia
È sposato con Georganne Wheeler dalla quale ha avuto due figli. Professa la religione metodista.